# Dugger (Indiana)
Dugger est une commune du comté de Sullivan, situé dans l'Indiana, aux États-Unis. Sa population était de 920 habitants au dernier recensement.
1. ↑  Fact Finder, (consulté le 7 mai 2015).